# Zhuge Shang
Zhuge Shang (245 – 263) è stato il nipote del grande stratega Zhuge Liang e Huang Yueying, e il figlio di Zhuge Zhan.
Lui e suo padre difesero Chengdu quando Sima Zhao e Deng Ai vennero ad invaderla. Zhuge Zhan si suicidò rompendosi il collo e Shang, vedendolo, fece lo stesso, rifiutando di sottomettersi al regno Wei.